# Sophie Wilmèsová
Sophie Wilmèsová (výslovnost: [wilmɛːs]IPA; * 15. ledna 1975 Ixelles) je belgická politička, frankofonní liberálka, která od října 2020 zastává úřady vicepremiérky a ministryně zahraničních věcí v kabinetu Alexandra De Croo. Mezi roky 2019–2020 byla předsedkyní dvou vlád menšinového charakteru, jakožto první žena v tomto úřadu. V letech 2015–2019 působila na pozici ministryně rozpočtu ve dvou kabinetech Charlese Michela. Od roku 2024 je poslankyní Evropského parlamentu za Mouvement réformateur.

## Životopis
Narodila se roku 1975 v obci Ixelles, součásti Bruselského regionu. Matka je aškenázská Židovka. Otec působil jako profesor ekonomie na Katolické univerzitě v Lovani.  Vyrostla ve valonském měste Grez-Doiceau. Aplikovanou komunikaci vystudovala na Institutu vyšších studií sociálních komunikací (Institut des hautes études des communications sociales, IHECS) a finanční management na Univerzitě svatého Ludvíka v Bruselu. Poté pracovala jako ekonomka a finanční poradkyně v právní firmě.
V květnu 2009 se vdala se za Australana Christophera Stonea, původem z Tasmánie, s nímž má tři dcery Victorii, Charlotte a Elizabeth. Stone má z předchozího vztahu syna Jonathana. Rodina žije ve vlámském Rhode-Saint-Genèse v provincii Vlámský Brabant.
V říjnu 2020 u ní byla potvrzena nákaza infekcí covid-19, kvůli níž byla ve stabilizovaném stavu převezena na jednotku intenzivní péče. Domnívala se, že ji nakazil někdo z rodinných příslušníků, protože mimo domov všechna opatření dodržovala.

## Politická kariéra
V roce 2000 vstoupila do místní politiky, když se na šestileté období stala obecní zastupitelkou Uccle, po zvolení z 29. místa kandidátky PRL–FDF. V roce 2007 byla poprvé zvolena do městského zastupitelstva Rhode-Saint-Genèse, v němž mezi lety 2007–2015 vykonávala funkci místostarostky zodpovědné za finance, rozpočet, frankofonní vzdělávání, komunikaci a místní ekonomiku.
V roce 2014 se stala zastupitelkou provincie Vlámský Brabant. Jako kandidátka Union des francophones (UF) v obvodu Hal obdržela 3 505 preferenčních hlasů, což znamenalo nejvyšší počet na kandidátce UF.
Po květnových parlamentních volbách 2014 byla první náhradnicí do sněmovny. Po zformování vlády se 14. října 2014 stala poslankyní, když ve Sněmovně reprezentantů nahradila Didiera Reynderse, jemuž byl po nástupu do ministerské funkce v důsledku klouzavého mandátu pozastaven výkon poslaneckého mandátu. V dolní komoře se účastnila práce ve finančním a rozpočtovém výboru.
Po zvolení ministra rozpočtu Hervého Jamara guvernérem provincie Lutych v září 2015, opustil politik federální vládu. Téhož měsíce jej Wilmèsová vystřídala v prvním kabinetu Charlese Michela na postu ministryně pro rozpočet zodpovědné za národní loterii. Po rozpadu čtyřčlenné vládní koalice v prosinci 2018, jíž po odmítnutí migračního paktu OSN opustila Nová vlámská aliance, sestavil Michel druhý kabinet menšinového charakteru na půdorysu tří zbylých subjektů Křesťanskodemokratické a vlámské strany, Open VLD a Reformního hnutí, jenž zemi dovedl ke květnovým parlamentním volbám 2019. V tomto kabinetu Wilmèsová získala k portfoliu rozpočtu také gesci veřejné služby s tvorbou politiky v oblasti vědy. Michelova vláda zůstala v úřadu i po parlamentních volbách s dočasným, přechodným mandátem, do zformování nového kabinetu vzešlého z voleb. Před nástupem do úřadu předsedy Evropské rady Michel rezignoval na úřad premiéra. V něm jej od konce října 2019 Wilmèsová nahradila, jakožto první žena ve funkci předsedy vlády. Menšinovou – stále přechodnou, vládu složila s předchozími dvěma koaličními partnery a ve sněmovně disponovala 38 ze 150 mandátů. V polovině března 2020 došlo ke jmenování druhého kabinetu Wilmèsové, stále se stejnými koaličními subjekty. Minoritní vláda však získala od dolní komory silnější mandát pro zvládání koronavirové pandemie, která měla v Belgii intenzivní průběh. Pro její podporu tak hlasovaly i některé opoziční strany s tříměsíčním omezením mandátu, který byl v létě 2020 dvakrát prodloužen do nástupu De Croova kabinetu v říjnu téhož roku.

### Zastávané úřady
Přehled zastávaných veřejných úřadů:
- 2000–2006: zastupitelka obce Uccle,
- od 2007: zastupitelka města Rhode-Saint-Genèse,
- 2007 – 28. září 2015: místostarostka zodpovědná za finance, rozpočet, frankofonní vzdělávání, komunikaci a místní ekonomiku Rhode-Saint-Genèse,
- 15. prosince 2012 – 14. října 2014: zastupitelka provincie Vlámský Brabant,
- 14. října 2014 – 22. září 2015: poslankyně Sněmovny reprezentanů po uplatnění klouzavého mandátu Didiera Reynderse,
- 22. září 2015 – 8. prosince 2018: belgická ministryně pro rozpočet zodpovědná za národní loterii,
- 9. prosince 2018 – 27. října 2019: belgická ministryně pro rozpočet zodpovědná za národní loterii a ministryně veřejné služby zodpovědná za politiku vědy,
- od 27. října 2019 – 21. října 2020: předsedkyně vlády Belgie.
- od 1. října 2020: místopředsedkyně vlády a ministryně zahraničních věcí Belgie.